# Жоговская волость

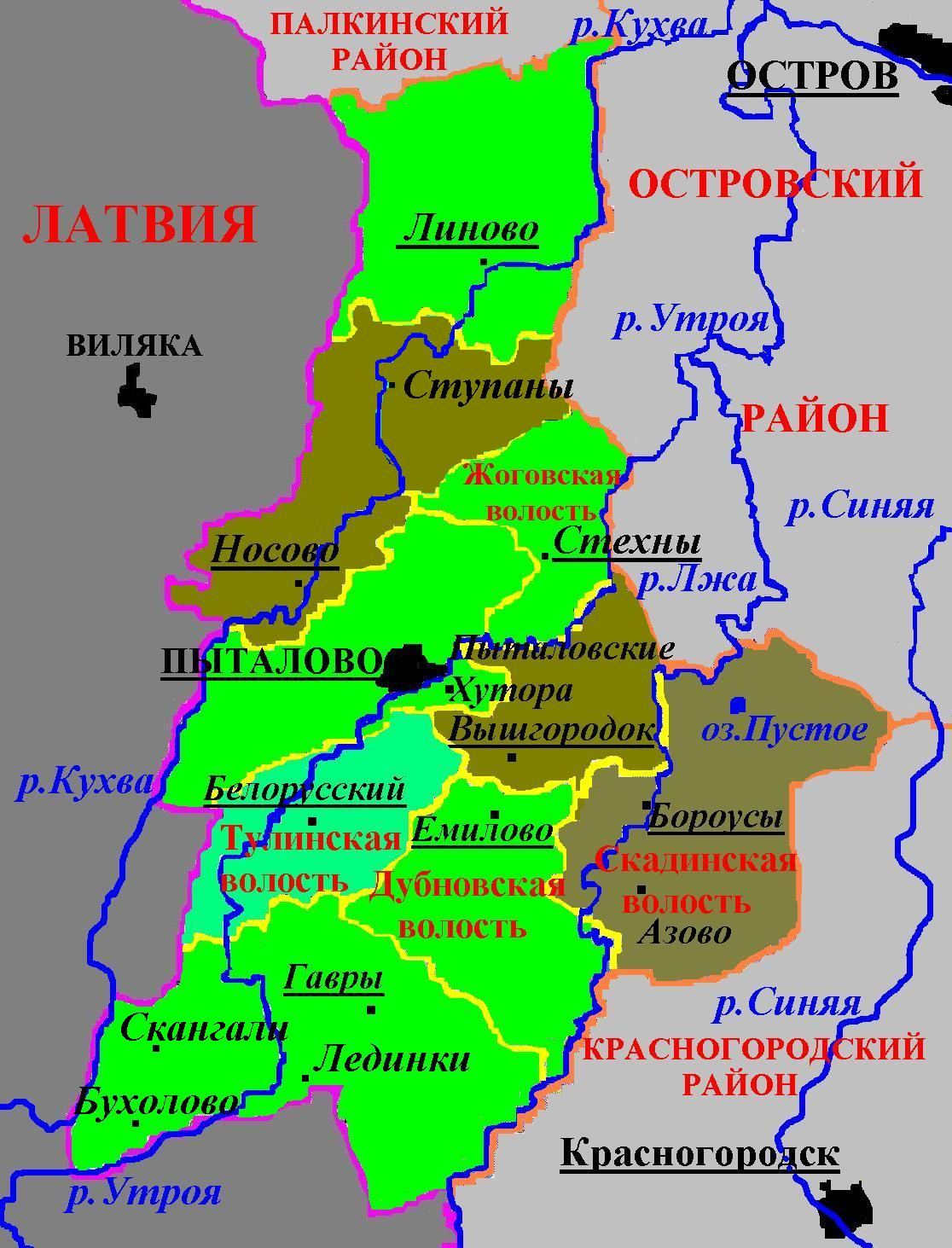
Административное деление Пыталовского района в 2005—2010 гг.

Жоговская волость — бывшие административно-территориальная единица 3-го уровня (1995—2010 гг.) и муниципальное образование со статусом сельского поселения (2005—2010 гг.) в Пыталовском районе Псковской области России.
Административный центр — деревня Стехны.

## География
Территория волости граничила на севере с Носовской, на юге — с Вышгородской, на западе — с Пыталовской волостями Пыталовского района, на востоке — с Островским районом Псковской области.

## Население
Численность населения Жоговской волости по переписи населения 2002 года составила 508 жителей.

## Населённые пункты
В состав Жоговской волости до 2010 года входило 18 деревень: Стехны, Грешина Гора, Савкино, Пышково, Городище, Богородицкие, Павлово, Ритупе, Дубново, Зеркали, Губари, Васьково, Данилово, Малая Мельница, Новожены, Речено, Васькино, Лявзино.

## История
Постановлением Псковского областного Собрания депутатов от 26 января 1995 года все сельсоветы в Псковской области были переименованы в волости, в том числе Жоговский сельсовет был превращён в Жоговскую волость.
Законом Псковской области от 28 февраля 2005 года в границах Жоговской волости было также образовано муниципальные образования Жоговская волость со статусом сельского поселения с 1 января 2006 года в составе муниципального образования Пыталовский район со статусом муниципального района.
На референдуме 11 октября 2009 года было поддержано объединение Жоговской волости с соседней Пыталовской волостью. Законом Псковской области от 3 июня 2010 года Жоговская волость была официально объединена с Пыталовской волостью, образовав 1 июля 2010 года Утроинскую волость.